# Еріх Лоренц
Еріх Лоренц (нім. Erich Lorenz; 31 серпня 1905, Ваттеншайд — 10 грудня 1984, Бохум) — німецький офіцер, оберст резерву вермахту (1 жовтня 1944). Кавалер Лицарського хреста Залізного хреста з дубовим листям.

## Біографія
1 грудня 1926 року вступив у рейхсвер, після завершення контракту в 1938 році зарахований в резерв. З початком Другої світової війни призваний в армію і зарахований в 287-й піхотний полк 96-ї піхотної дивізії. З 1 квітня 1940 року — командир взводу. Учасник Французької кампанії та Німецько-радянської війни. З 1941 року — командир 10-ї роти, з 5 вересня 1942 року — 1-го батальйону свого полку. Відзначився у боях під Ленінградом. З початку 1944 року — командир 287-го гренадерського полку. Відзначився у боях під Кам'янцем-Подільським. 11 лютого 1945 року переведений в резерв та відправлений на курси командира дивізії. З 15 березня 1945 року — командир 85-ї піхотної дивізії, з 4 квітня — піхотної дивізії «Потсдам». В квітні 1945 року взятий в полон американськими військами. В квітні 1947 року звільнений.

## Нагороди
- Медаль «За вислугу років у Вермахті» 4-го і 3-го класу (12 років)
- Залізний хрест
  - 2-го класу (25 серпня 1941)
  - 1-го класу (26 вересня 1941)
- Штурмовий піхотний знак в сріблі
- 2 нарукавні знаки «За знищений танк»
- Німецька імперська відзнака за фізичну підготовку в золоті
- Медаль «За зимову кампанію на Сході 1941/42»
- Лицарський хрест Залізного хреста з дубовим листям
  - лицарський хрест (14 листопада 1943)
  - дубове листя (№467; 4 травня 1944)
- Нагрудний знак ближнього бою
  - в сріблі (1 травня 1944)
  - в золоті (12 березня 1945)
- Нагрудний знак «За поранення» в золоті